# Gerd Rahstorfer

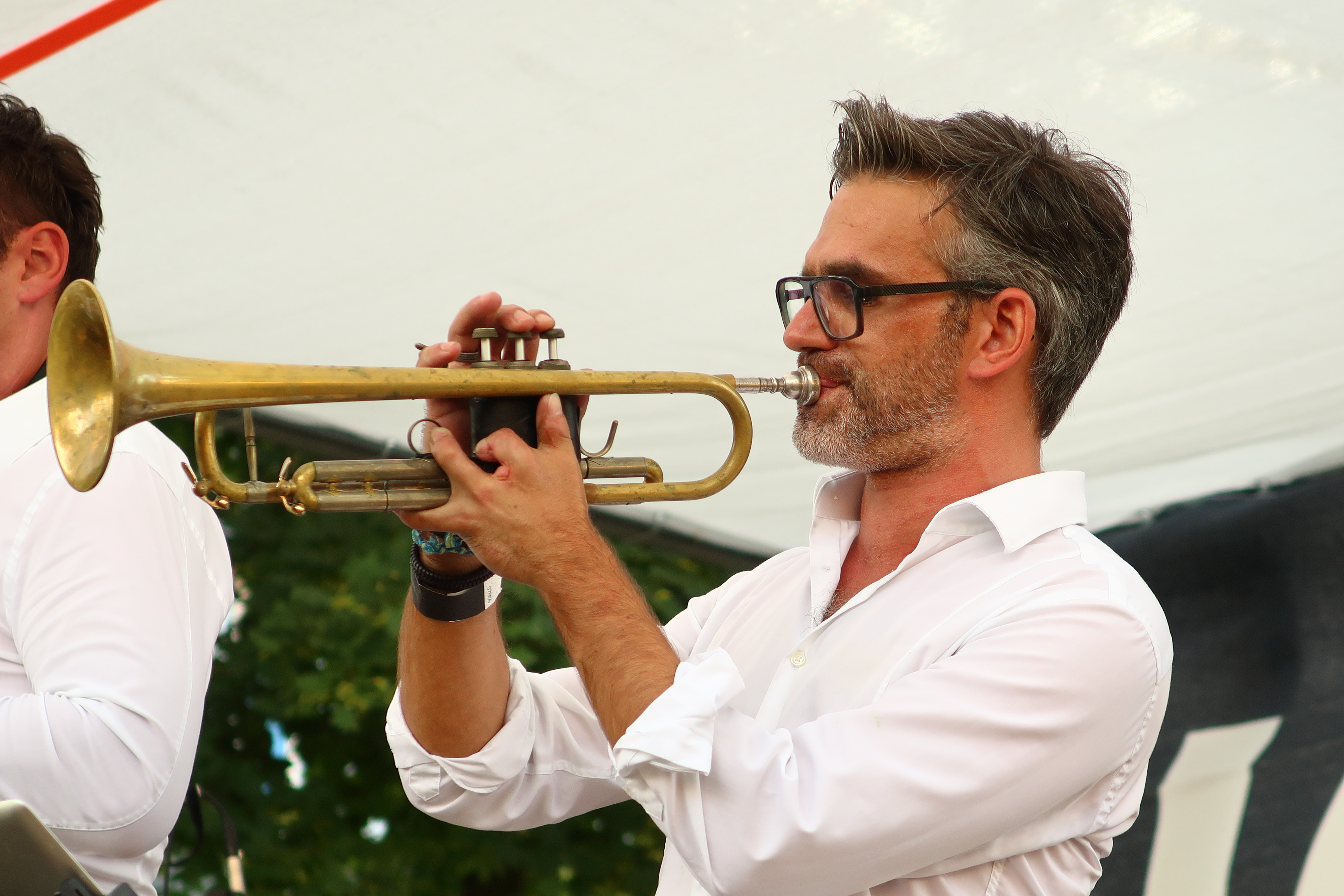
Gerd Rahstorfer bei Jazz im Park mit Jazzodrom am 10. September 2016 in Vöcklabruck

Gerd Rahstorfer (* 21. Juli 1979 in Wels, Oberösterreich) ist ein österreichischer Trompeter und Komponist.

## Werdegang
Ab dem Alter von elf Jahren erhielt Rahstorfer Trompetenunterricht. Mit 17 Jahren studierte er Jazz und Popularmusik an der Anton Bruckner Privatuniversität Linz. 2001 studierte er am Berklee College of Music in Boston. Er war Trompeter im Upper Austrian Jazz Orchestra, Parov Stelar Band, Jazzodrom, Hot Pants Road Club’s Grand Funk Orchestra, Düsenfried & the Stuffgivers, Maxi Blaha  & Band, Radio Superfly Orchestra, The Vinylizers, Jazzwa. Er hatte Engagements am Landestheater Linz, Musiktheater Linz, Linzer Klangwolke, Landestheater Salzburg sowie bei den Salzburger Festspielen. 2002 wurde er vom European Youth Jazz Orchestra engagiert. Er konzertierte unter anderem mit Randy Brecker, Bobby Shew, Michael Gibbs, Tony Momrelle, Rosie Brown, Hubert Tubbs, James Morrison, Vince Mendoza.
Durch die Parov Stelar Band und das Parov Stelar Trio (Mitglied von 2012 bis 2014) ist er auch unter dem Künstlernamen Jerry Di Monza bekannt. Beim Amadeus Award 2013 wurde Parov Stelar in drei Kategorien nominiert und erhielt als 3-fach-Sieger die Trophäen für das „Album des Jahres“ The Princess und wurde mit den Musikern seiner Band als Best Live Act sowie in der Kategorie Best Electronic/Dance ausgezeichnet. 2014 folgte nochmal ein Amadeus Award für den Best Live Act.
Von 2009 bis 2010 war er Dozent für Jazz-Trompete und Ensemble am Privatkonservatorium Vienna Music Institute (VMI). 2011 unterrichtete er am Landeskonservatorium Kärnten das Fach Jazz-Trompete. Seit 2011 unterrichtet er am Oö Landesmusikschulwerk in den Landesmusikschulen Puchenau, Neuhofen an der Krems und Kirchdorf an der Krems.
Gerd Rahstorfer ist verheiratet und Vater einer Tochter.

## Album
2009 produzierte er gemeinsam mit dem Saxophonisten Andreas See das Jazzodrom Album „Places & Spaces“. 2015 folgte das Jazzodrom Album „Another World“ erschienen bei Universal Music/Verve.
Studiotätigkeit übte er aus für Parov Stelar, Mavi Phoenix, Düsenfried & the Stuffgivers, Connor Selby, Hot Pants Road Club, Stefan Redtenbacher, Upper Austrian Jazz Orchestra, Lungau Big Band, Nouvelle Cousine Big Band, Mundo Loco, Sekelela, Martin Spengler & die Foischn Wiener, Alex the Flipper, Albin Janoska, Mai Cocopelli, Shy, Verlag Edition-DUX, Adidas, Levi’s, 3Sat, ORF, ZDF, Film „Aufschneider“ mit Josef Hader und Oliver Baier, Starmania.